# Nihonšoki

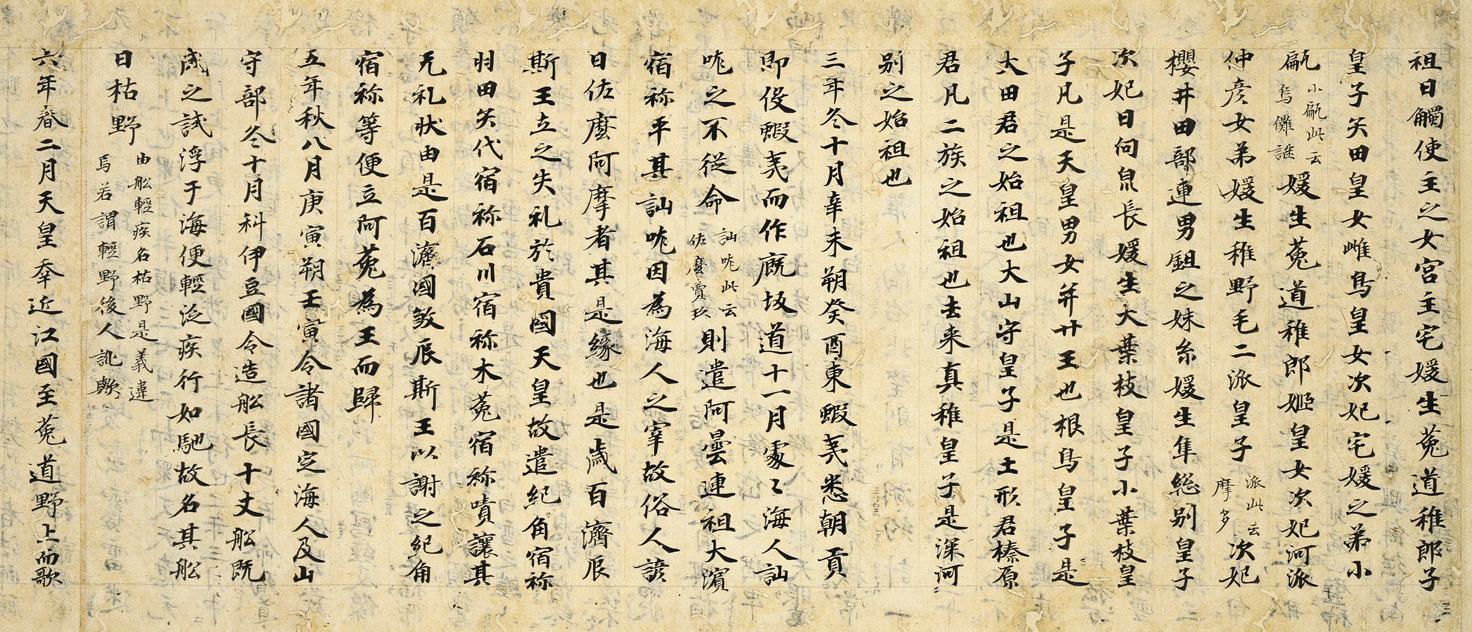
Stránka z Nihonšoki, rané období Heian

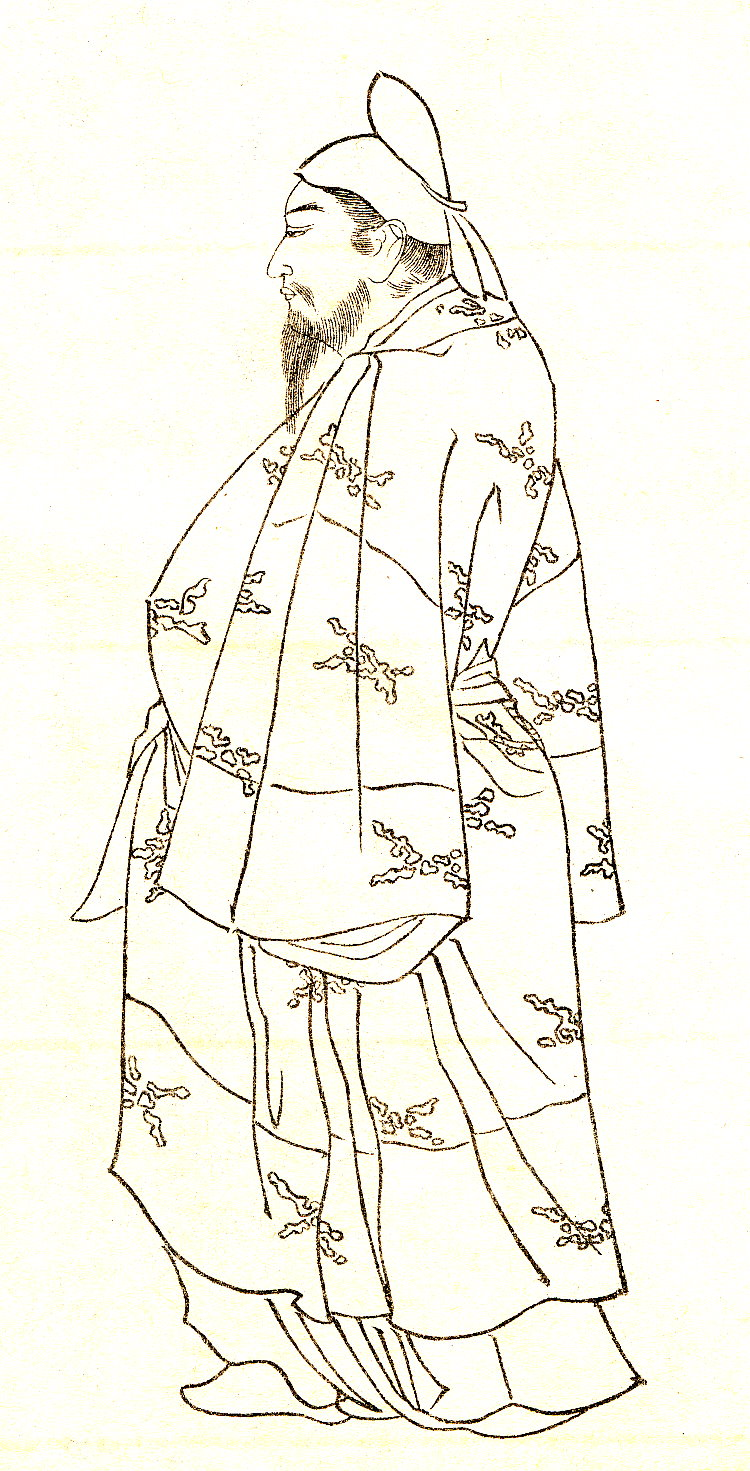
Princ Toneri, hlavní tvůrce kroniky Nihonšoki, portrét od Kikučiho Josaiho (1781-1878)

Nihonšoki (日本書紀, Japonská kronika) je druhou nejstarší japonskou dochovanou kronikou. Dílo, zvané také někdy Nihongi (日本紀, Japonské anály), se začalo sepisovat na příkaz císaře Temmua a bylo dokončeno roku 720 za vlády císařovny Genšó. Je pokračováním a doplněním předcházející kroniky Kodžiki z roku 712, se kterou tvoří nejdůležitější pramen pro poznání nejstarších japonských dějin.

## Vznik kroniky
Na rozdíl od literárního a mytologického charakteru Kodžiki je Nihonšoki vytvořena především jako dílo historické. Její sestavovatelé, mezi kterými byl i tvůrce Kodžiki dvořan Ó no Jasumaro (太 安万侶, asi 660-723), se pod vedením prince Toneriho (舎人親王, 676–735) opírali o dnes již nedochovaná historická díla a o úřední záznamy z provincií, které jsou v díle citovány. Kronika je sepsána čínsky po vzoru čínských historických děl, z nichž přebírá styl a někdy i celé věty.
Roku 797 se kronika dočkala pokračování nazvaného Šoku Nihongi (続日本紀), které obsahuje japonsky psané a rétoricky stylizované císařské výnosy, nejstarší památky čistě japonské prózy. Tyto dvě kroniky jsou prvními dvěma ze šesti národních japonských historických děl nazývaných souhrnně Rikkokuši (六国史, Šest státních kronik), ve kterých byly dějiny Japonska dovedeny až do roku 887. Po Šoku Nihongi následovaly Nihonkóki (840), Šoku Nihonkóki (869), Montoku džicuroku (879) a Sandai džicuroku (901).

## Obsah kroniky
Kroniku tvoří třicet svazků, další svazek obsahující genealogie se nedochoval. První svazky jsou sice také věnovány mytologii a vládě legendárních císařů počínaje prvním z nich, synem nebes Džimmuem, ale další pojednávají o událostech historických, které s tím, jak se blíží datu vytvoření kroniky, nabývají na stále větší věrohodnosti. Časově je kronika dovedena až do vlády císařovny Džitó (686–697). Na rozdíl od kroniky Kodžiki jsou v ní také zmínky o vztazích k sousedním zemím a v názvu kroniky se vyskytuje slovo Nihon, kterým Japonci začali označovat svou zemi ve vztahu k cizině.